# Japánszentfa
A japánszentfa (Nandina domestica) a boglárkavirágúak (Ranunculales) rendjébe és a borbolyafélék (Berberidaceae) családjába tartozó faj.
Nemzetségének az egyetlen faja.

## Előfordulása
A japánszentfa eredeti előfordulási területe Ázsia keleti felé, a Himalájától egészen a névadó Japánig tart.
Manapság világszerte termesztik szobanövényként, illetve kerti dísznövényként. Azonban sok helyen, például az Amerikai Egyesült Államokban inváziós fajnak bizonyult.

## Megjelenése
Örökzöld, bokorszerű növényfaj, mely általában 2 méter magasra és 1,5 méter szélesre nő meg. A talajból számos elágazatlan szára nő ki. A fényes levelei 50-100 centiméter hosszúak és kétszeresen szárnyaltak; a levélkék 4-11 centiméter hosszúak és 1,5-3 centiméter szélesek. A nagyon hideg környezetben lombhullatóvá válhat. A fiatal levelek tavasszal élénk rózsaszínek vagy vörösek, csak később válnak zöld színűvé. Az idős levelek, ősz előtt újból vörössé vagy lilává válnak. A virágai fehérek és kúp alakú fürtökben nőnek, jóval a levélzet fölött. Kora nyáron virágzik. A termése élénk vörös bogyó, 5-10 milliméteres átmérővel. A bogyó késő ősszel érik be, és egész télen az anyanövényen maradhat.
A növény minden része mérgező; hidrogén-cianidot és egyéb mérgező anyagokat tartalmaz. Emberi fogyasztásra nem ajánlott, hiszen meg lehet halni tőle; azonban a madaraknak, melyek a termés fogyasztásával terjesztik az ürülékükben levő magokat nem árt a mérge, hacsak túlzásba nem viszik annak fogyasztását.

## Képek

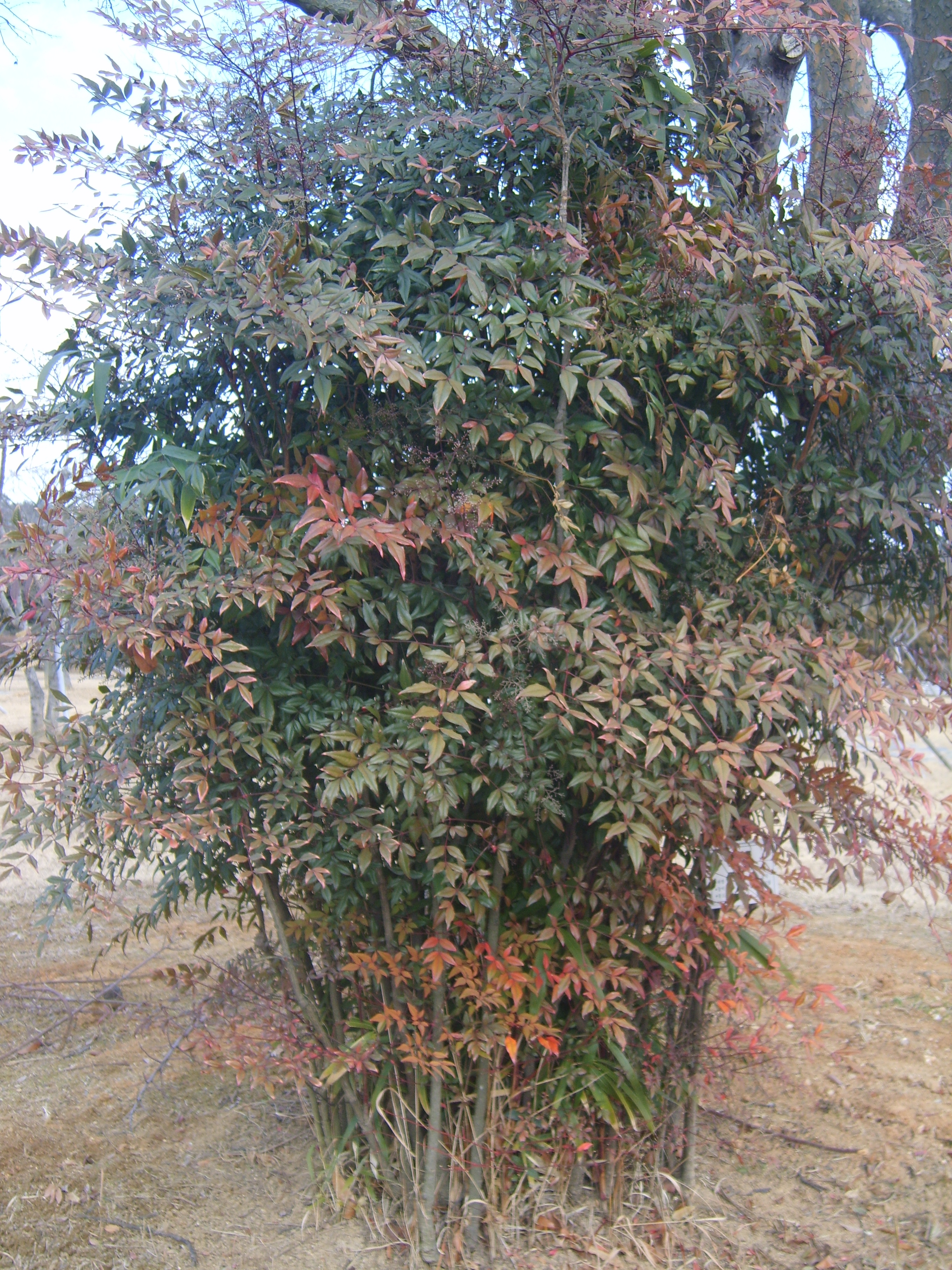
A növény
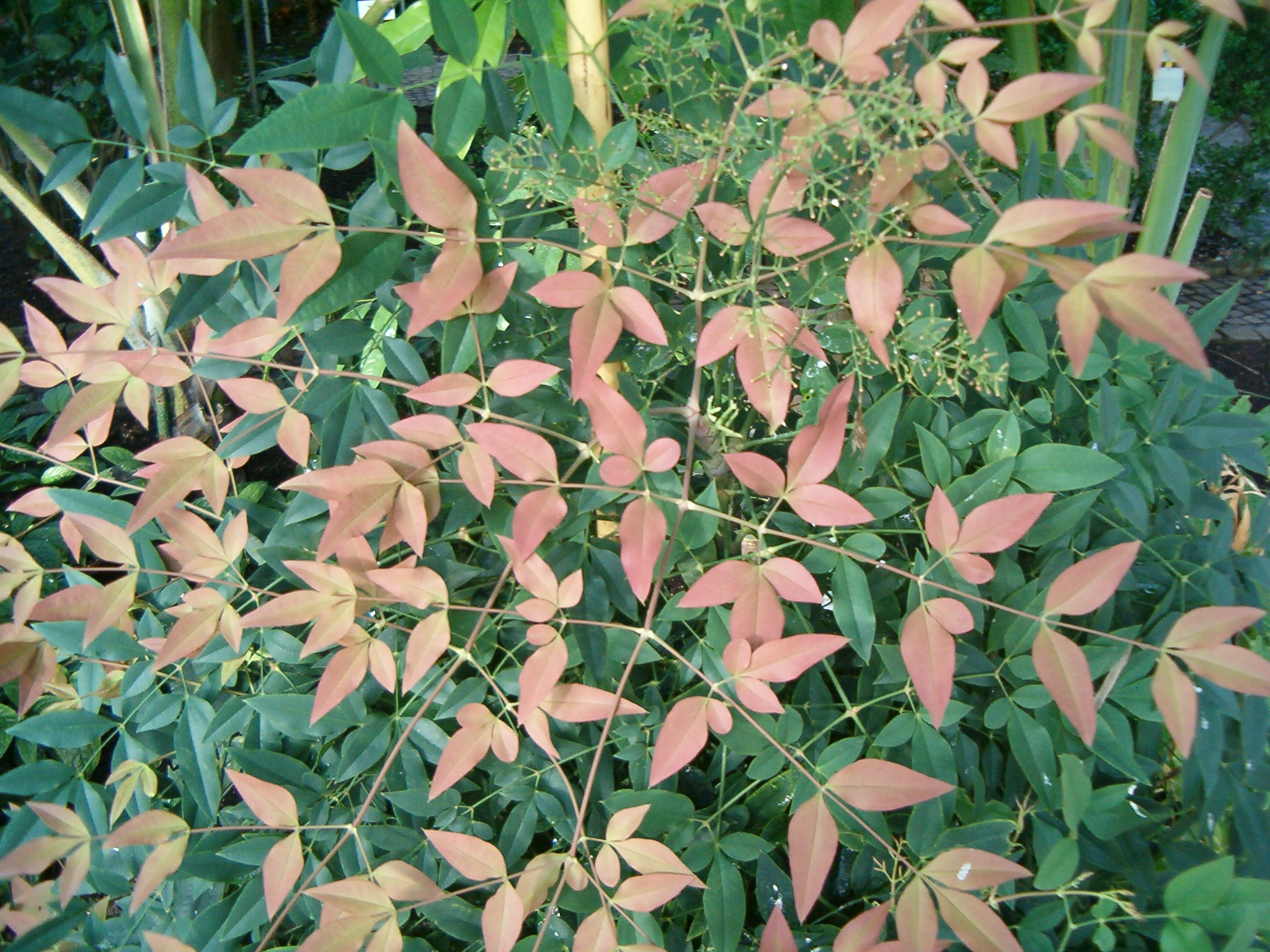
levelei,
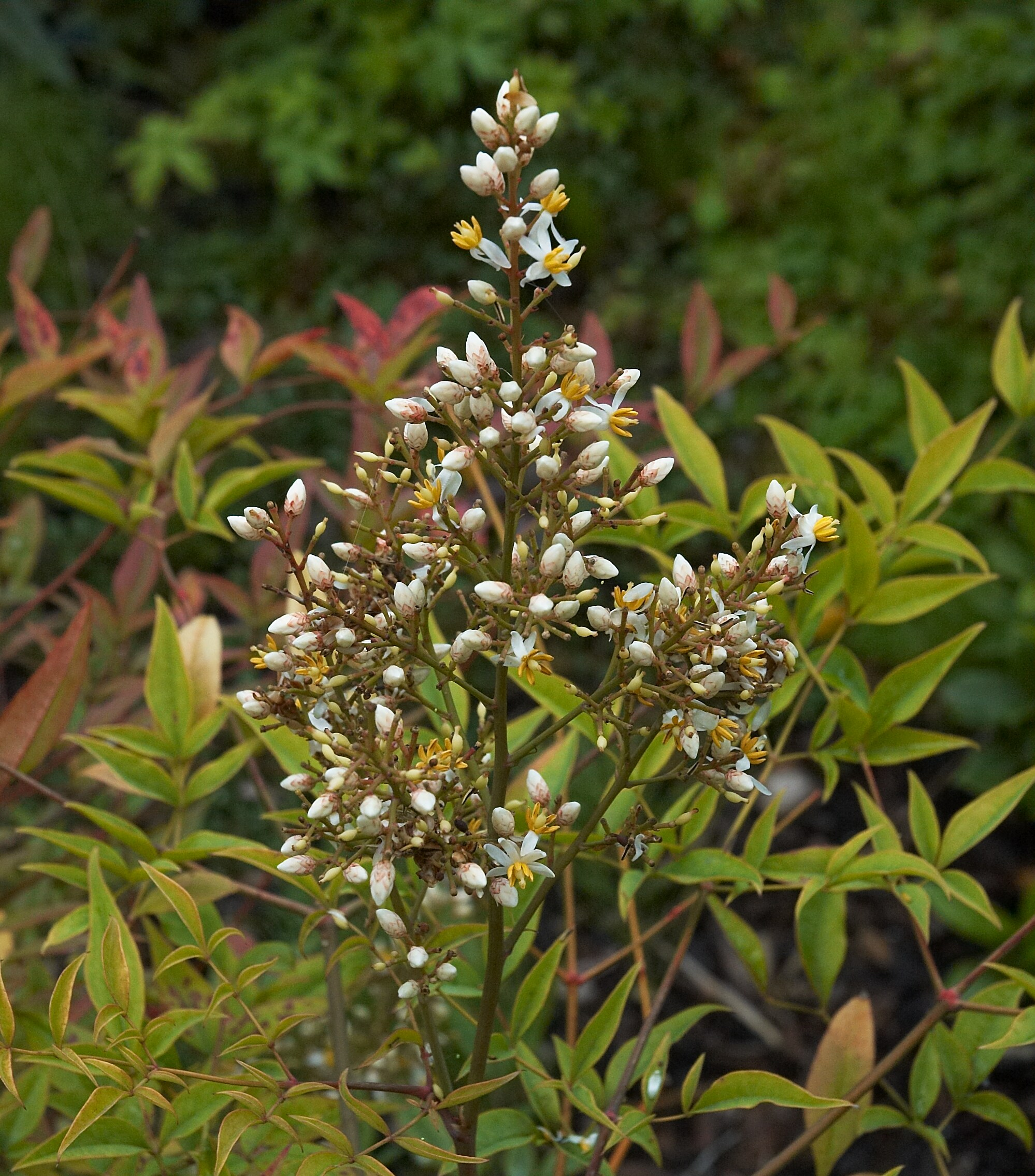
virágai
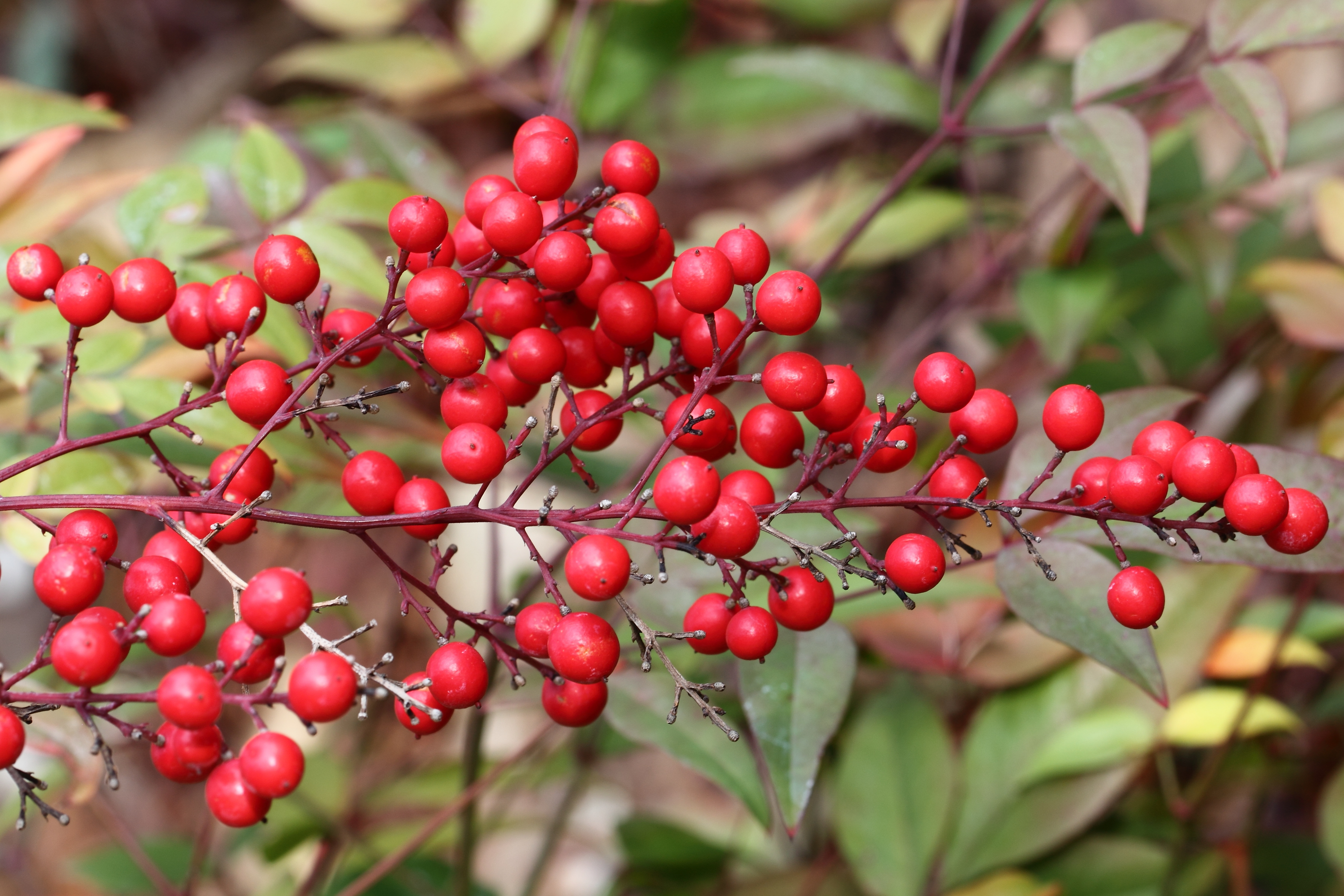
és termései

### Fordítás
- Ez a szócikk részben vagy egészben  a   Nandina című angol Wikipédia-szócikk ezen változatának fordításán alapul.  Az eredeti cikk szerkesztőit annak laptörténete sorolja fel. Ez a jelzés csupán a megfogalmazás eredetét és a szerzői jogokat jelzi, nem szolgál a cikkben szereplő információk forrásmegjelöléseként.